# Aaron d'Alexandria
Aaron d'Alexandria (flor. 622) va ser un sacerdot i metge del segle vii.
Actiu a la ciutat d'Alexandria vers el 622. Es diu que va ser un dels primers autors en parlar de la verola (altres autors atribueixen el primer esment a un escriptor anomenat Rusis del segle x), una malaltia que va originar-se a l'interior de la península d'Aràbia i va escampar-se i va entrar a la regió d'Egipte vers l'any 640. A banda d'això, va escriure un siríac amb el títol Pandectæ, una col·lecció composta de 30 llibres comentant una sèrie d'obres de metges grecs. La seva obra va ser coneguda en primer lloc pels àrabs a través de traduccions sirianes a l'àrab vers l'any 683.